# Henri Abadie
Pour les articles homonymes, voir Abadie.
Henri Abadie est un coureur cycliste français, né le 13 février 1963 à Tarbes.

## Biographie
Licencié à l'UC Tarbes, Henri Abadie se fait remarquer en 1985 en remportant une étape de la Route de France. Il devient ainsi professionnel en 1986 dans l'équipe Fagor. Après une première victoire obtenue dès sa première saison sur la 15e étape du Tour du Portugal, il s'affirme comme un bon grimpeur, terminant 19e du Critérium du Dauphiné libéré, et deux fois 2e d'étape sur le Tour d'Espagne. Ses nombreuses échappées sur cette course lui permettent de remporter le classement des sprints intermédiaires.
Abadie rejoint en 1988 l'équipe Z-Peugeot. Il y termine 4e du Grand Prix de Plumelec, puis remporte en 1989 sa première et unique course d'un jour, le Trophée des grimpeurs, ainsi que des étapes de la Route du Sud, puis du Grand Prix du Midi libre en 1990, où il porte le maillot jaune trois jours durant. La même année 1989, il termine 12e de la classique belge Liège-Bastogne-Liège et 19e du Critérium du Dauphiné libéré, ce qui lui permet de figurer à la 192e place du classement FICP, son meilleur classement.
À l'occasion de sa première participation au Tour de France, il bénéficie d'une popularité inattendue grâce à la sympathie qu'éprouve pour lui le présentateur de télévision Jacques Chancel, qui en fait une des mascottes de son émission, À chacun son tour.
Abadie rejoint l'équipe cycliste Toshiba en 1991, où il remporte son dernier succès, une étape du Critérium du Dauphiné libéré. Il met fin à sa carrière professionnelle en 1992, alors qu'il court pour Chazal.
Il fait partie des cyclistes ayant terminé les trois grandes épreuves internationales par étapes (le Tour, le Giro et la Vuelta).

## Palmarès

### Palmarès amateur
- 1983
  - 2e du Circuit de la Chalosse
- 1984
  - Boucles du Tarn
- 1985
  - Champion de Midi-Pyrénées
  - 3e étape de la Route de France
  - 2e étape des Trois Jours des Mauges
  - 8e étape du Tour de Normandie
  - Boucles de la Cère
  - 2e du Tour de l'Empordà
  - 2e du Tour de Gironde
  - 3e des Boucles de l’Armagnac

### Palmarès professionnel[2]
- 1986
  - 12e étape du Tour du Portugal
- 1989
  - Trophée des grimpeurs
  - 4e étape de la Route du Sud
- 1990
  - 1re étape du Grand Prix du Midi libre
- 1991
  - 4e étape du Critérium du Dauphiné libéré

## Résultats sur les grands tours

### Tour de France
2 participations
- 1988 : 44e
- 1991 : 108e

### Tour d'Espagne
1 participation
- 1987 : 47e, vainqueur du classement des sprints intermédiaires

### Tour d'Italie
2 participations
- 1986 : 114e
- 1990 : 48e